# Ixora beckleri
Ixora beckleri är en måreväxtart som beskrevs av George Bentham. Ixora beckleri ingår i släktet Ixora och familjen måreväxter. Inga underarter finns listade i Catalogue of Life.